# María Noel Riccetto
María Noel Riccetto   (dimarts, 27 de març de 1980) és una ballarina de ballet uruguaiana. Va ser solista del American Ballet Theatre (ABT).

## Biografia
María Noel Riccetto Barusso va néixer a Montevideo (Uruguai), i va començar els seus estudis de ballet a l'Escola Nacional de Dansa en l'any 1990. El 1995 va ser contractada pel Servei Oficial de Difusió, Representacions i Espectacles (SODRE), on va interpretar obres de Rodolfo Lastra, Iván Tenorio i Jaime Pintos, entre d'altres. El 1998, Riccetto va ser considerada Revelació de l'any pel crític uruguaià de dansa Washington Roldan. En aquest mateix any va rebre el Premi Elena Smirnova de la mà d'Enrique Honorio Destaville, cronista argentí de ballet.
Més tard aquest any va obtenir una beca completa per estudiar a la University of North Carolina School of the Arts (UNCSA). Allà va actuar en obres com Grand Pas Romantique (coreografia i direcció de Fernando Bujones) i Intermezzo (coreografia d'Eliot Feld). També allí va interpretar els papers de la Fada de Sucre i la Reina de les Neus en El trencanous de Txaikovski. Quan el 1999 l'obra va ser presentada a l'Acadèmia Nacional Hongaresa, va ser convidada a Budapest per interpretar novament el paper de la Fada de Sucre junt amb Gabor Szigeti, solista del Ballet Nacional Hongarès.
Riccetto va ser artista convidada per a la gala el 25è aniversari de l'Escola Nacional de Dansa de l'Uruguai, i va ser convidada per la primera dama uruguaiana per realitzar presentacions a Montevideo i Punta del Este.
L'agost de 1999, Riccetto es va unir al cos de ball de l'American Ballet Theatre's, i tres anys més tard va ser ascendida a solista de la companyia.
Riccetto va realitzar les parts de dansa de l'actriu Mila Kunis la pel·lícula Black Swan (2010), una pel·lícula sobre ballarins de ballet a Nova York.
Després de tretze anys ballant a l'American Ballet Theatre, el 2012 va tornar a l'Uruguai per ballar al Ballet Nacional Sodre, dirigit per l'argentí Julio Bocca.
El 2017 va ser premiada al Teatre Bolshoi de Moscou pel seu paper de Tatiana a Oneguin, i així es va convertir en la primera uruguaiana a aconseguir el premi a millor ballarina al Benois de la Dansa, el guardó més important de la dansa clàssica en el món. Des del 2018 és ambaixadora de l'empresa de roba esportiva Under Armour. També comercialitza el seu propi perfum.
A l'abril de 2019, va anunciar el seu retir del Ballet Nacional Sodre, per dedicar-se a altres projectes a la seva acadèmia personal.
Al novembre de 2019, va ser nomenada Ambaixadora de Bona Voluntat d'Unicef de l'Uruguai.

## Repertori selecte
American Ballet Theatre's.
- Prélude à l'après-midi d'un faune.
- Cal·líope en Apol·lo
- Primera i tercera ombra en La Baiadera
- Pètal en La Ventafocs
- L'oració en Coppélia
- Gulnara i una odalisca en El corsari
- Mercedes en Don Quixot
- Giselle, pas de deux de pageses i Zulma en Giselle
- Dos de diamants en Joc de cartes
- Valenciana en La vídua alegre
- Clara en El trencanous
- Olga en Onegin
- Natàlia en En el Dnieper
- La ballarina en Petrushka
- Henriette en Raymonda
- La Fada de les liles, Fada de la sinceritat i Princesa Florine en La bella dorment
- La Jove en L'espectre de la rosa
- Pas de trois i Princesa italiana en El llac dels cignes
- Mazurca i Preludi en Les Sylphides
- La codiciosa en Tres verges i un diable
- 2014, Il corsaro.[11]